# Großer Preis von Österreich 1964
Der Große Preis von Österreich 1964 (offiziell II Großer Preis von Österreich) fand am 23. August auf dem Fliegerhorst Hinterstoisser in Zeltweg statt und war das siebte Rennen der Automobil-Weltmeisterschaft 1964.

## Berichte

### Hintergrund

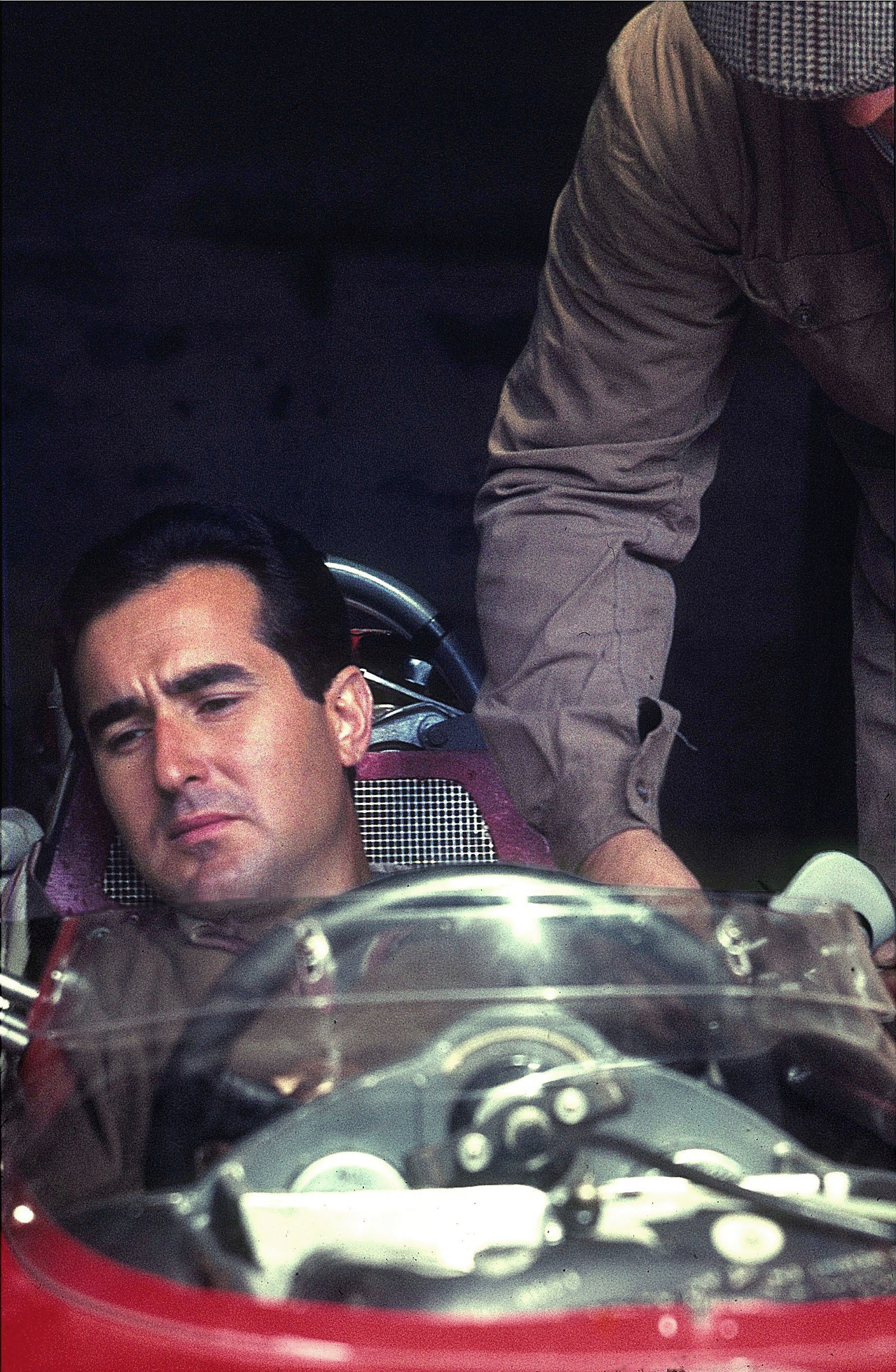
Einziger Sieg von Lorenzo Bandini

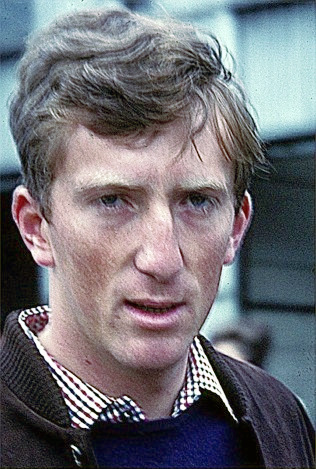
Debütrennen von Jochen Rindt

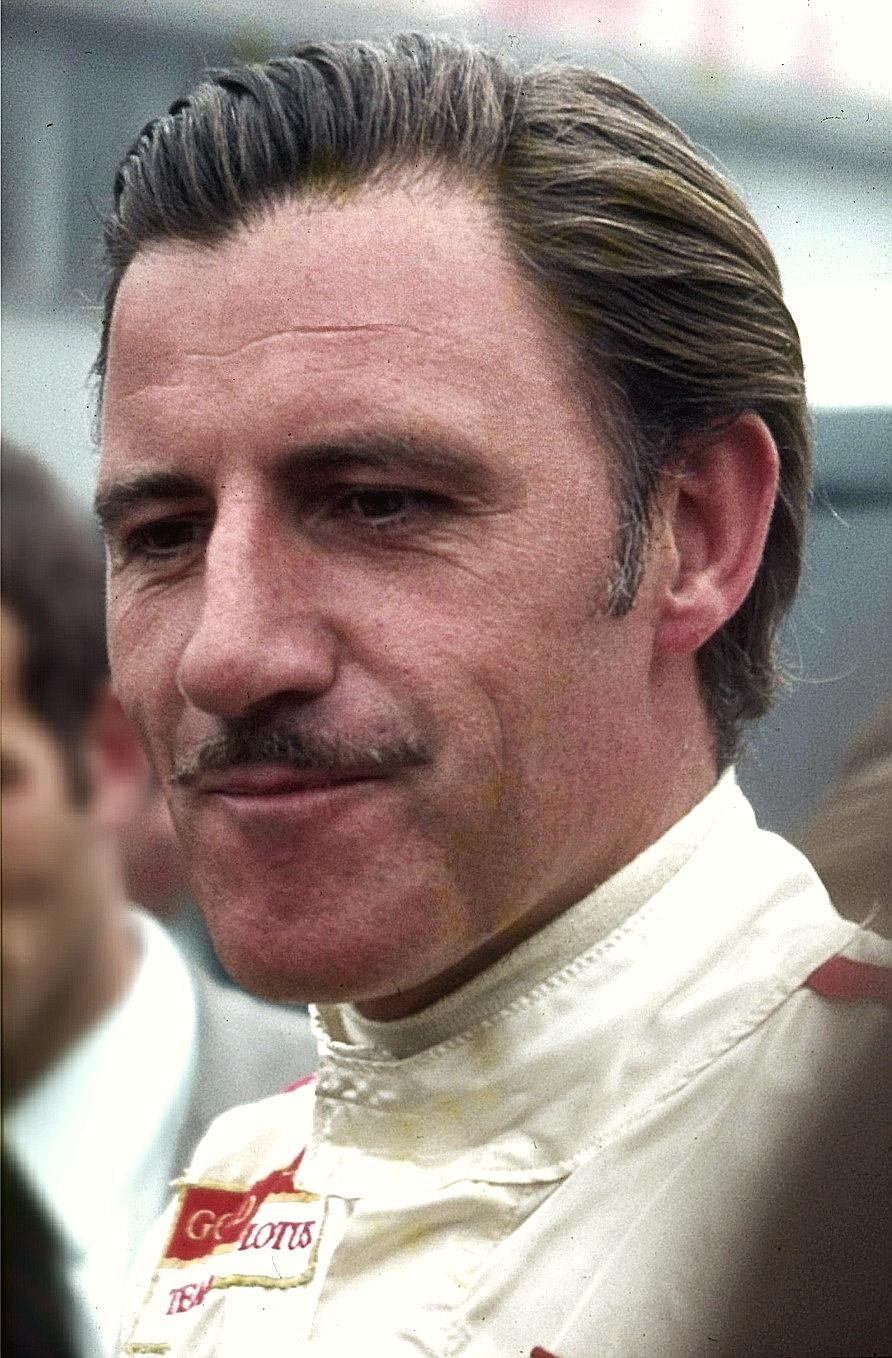
Einzige Pole-Position der Saison von Graham Hill

Nach zwei Sportwagenrennen, drei Formel-2-Rennen und einem nicht zur Automobil-Weltmeisterschaft zählenden Formel-1-Rennen wurde der Große Preis von Österreich 1964 erstmals im Rahmen der Automobil-Weltmeisterschaft ausgetragen. Als Rennstrecke diente ein temporärer Kurs auf dem bei Zeltweg gelegenen Militärflughafen Fliegerhorst Hinterstoisser. Es war das einzige Mal, dass der Grand Prix auf dieser Rennstrecke ausgetragen wurde, da sie zu schmal und zu uneben war. Außerdem beschwerten sich die Zuschauer über fehlende Tribünen. Erst 1970 fand erneut ein Großer Preis von Österreich statt, als mit dem Österreichring eine neue Strecke gebaut worden war.
Die Werksteams nutzten den Grand Prix, um neue Teile an ihren Wagen zu testen. Lotus hatte zwei Lotus 33 für Jim Clark und Mike Spence gemeldet, Clark fuhr mit einer neu entwickelten Antriebswelle. B.R.M. testete neue breitere Reifen und bei Brabham hatte Jack Brabhams Fahrzeug veränderte Tanks sowie eine veränderte Motorabdeckung. Ferrari meldete den Ferrari 158 für John Surtees, Lorenzo Bandini fuhr ein weiteres Mal den älteren Ferrari 156. Auch bei Cooper gab es diese Zweiteilung. Bruce McLaren fuhr den neuen Cooper T73, Phil Hill den älteren Cooper T66.
Beim Großen Preis von Österreich debütierte Jochen Rindt in der Automobil-Weltmeisterschaft. Der spätere Weltmeister von 1970 war neben Joakim Bonnier für das Rob Walker Racing Team gemeldet. Dies blieb sein einziges Saisonrennen; 1965 wechselte er zu Cooper. Rindt wurde der erste österreichische Fahrer in der Automobil-Weltmeisterschaft. Tony Maggs bestritt sein letztes Saisonrennen für die Scuderia Centro Sud, er wechselte in der folgenden Saison zu Reg Parnell Racing. Honda, Maurice Trintignant und Peter Revson pausierten für ein Rennen.
Zwischen dem Großen Preis von Deutschland und dem Großen Preis von Österreich fand der nicht zur Automobil-Weltmeisterschaft zählende Gran Premio del Mediterraneo statt. Joseph Siffert gewann dieses Rennen auf einem Brabham-B.R.M. In der Fahrerwertung führte Graham Hill knapp vor Jim Clark und mit größerem Abstand vor Surtees. In der Konstrukteurswertung hatte Lotus einen Punkt Vorsprung auf B.R.M. Vor dem Rennen hatten noch alle Fahrer und Konstrukteure Chancen auf die jeweiligen Titel.

### Training
Zur Ermittlung der Startaufstellung fand am Freitag vor dem Rennen die erste zweistündige Trainingssitzung statt. Phil Hill verunfallte zu Beginn des Trainings und schlug mehrfach in die Heuballen ein, die als Streckenbegrenzung dienten. Dadurch beschädigte er die Aufhängung seines Wagens. Auch Clark sowie die Ferraris von Surtees und Bandini bekamen technische Probleme, hervorgerufen durch den unebenen Streckenbelag. Die schnellsten Rundenzeiten in der ersten Stunde des Trainings fuhren Surtees, Dan Gurney, Richie Ginther und Graham Hill. Weitere Fahrer verglückten oder drehten sich auf der anspruchsvollen Strecke. Als die elektronische Zeitmessung ausfiel, verwendeten die Veranstalter als Ersatz Stoppuhren, garantierten die Richtigkeit der gemessenen Rundenzeiten aber nicht mehr.
Am Samstag fand die zweite Trainingssitzung statt. Bei einsetzendem Nieselregen gingen alle Fahrzeuge auf die Strecke. Alle fuhren schnelle Rundenzeiten, bis auf Clark, der wegen eines neuen Getriebes einige langsame Runden absolvierte. Als der Regen stärker wurde, kamen bis auf die beiden Cooper-Fahrer alle an die Box, um wenige Minuten später bei abtrocknender Strecke das Training fortzusetzen. Graham Hill und Surtees verbesserten ihre Bestzeiten, während Clark und Gurney erneut ihre Fahrzeuge reparieren lassen mussten. Kurz vor Ende der Trainingssitzung begann es wieder zu regnen, sodass kein Fahrer mehr seine Zeit verbesserte.
Graham Hill erzielte die Pole-Position mit drei Zehntelsekunden Vorsprung auf Surtees. Es war seine einzige Pole-Position der Saison und auch B.R.M. startete 1964 nur beim Großen Preis von Österreich vom ersten Platz. Clark wurde Dritter vor Gurney, Ginther und Brabham. Dahinter starteten Bandini und Spence. Bester Cooper-Fahrer war McLaren auf Platz neun, bester Fahrer mit Kundenfahrzeug Bonnier auf Rang zehn. Rindt qualifizierte sich bei seinem Debüt auf Platz 13 im Mittelfeld, Phil Hill wurde mit dem veralteten Cooper Letzter. Ursprünglich wollten die Veranstalter das Starterfeld limitieren, entschieden sich aber schließlich anders, sodass alle Fahrer die Qualifikation erreichten.

### Rennen
An Graham Hills Wagen drehten beim Start die Räder zu sehr durch und Clark konnte den ersten Gang nicht einlegen, sodass er mit dem zweiten startete. Beide Fahrer verloren viele Positionen und fielen auf die Plätze elf und zwölf zurück. Gurney übernahm die Führung vor Surtees, der Gurney aber bereits in der zweiten Runde überholte. Beide Fahrer setzten sich daraufhin vom Rest des Feldes ab. Im Mittelfeld arbeitete sich Clark wieder nach vorn, indem er nacheinander Graham Hill, Phil Hill und Siffert überholte. Daraufhin schloss er auf die Verfolgergruppe mit Ginther, McLaren, Bonnier und Ireland auf, die sich untereinander mehrfach überholten. Clark überholte innerhalb kurzer Zeit alle vier Fahrer. 
Früh im Rennen traten unterschiedliche technische Probleme an den Fahrzeugen auf. Brabham und Baghetti kamen bereits in den ersten Runden zu Reparaturen an die Box, Graham Hill gab das Rennen in Runde fünf mit einem Motorschaden auf, auch für Amon war das Rennen wegen eines Motorschadens früh beendet. Als in Runde neun an Surtees’ Ferrari die Aufhängung brach, übernahm Gurney erneut die Führung. Dahinter hatte sich Clark auf den dritten Platz verbessert und als er Bandini überholte, lag er 13 Sekunden hinter Gurney. McLaren setzte sich in der Gruppe mit Ginther, Bonnier und Ireland ab und lag auf Rang vier. Spence überholte Siffert und war somit Achter. Im hinteren Feld drehten sich Anderson, Hailwood und Phil Hill von der Strecke, konnten das Rennen jedoch fortsetzen.
In Runde 23 hatte Clark den Vorsprung von Gurney auf wenige Sekunden verringert, sodass der Führende für ihn bereits in Sichtweite war. Gurney lief auf Taylor auf, den er überrunden wollte; doch in dem Moment, als Taylor ein Handzeichen gab, dass er Platz mache, brach seine Aufhängung und er drehte sich von der Strecke. Wenige Runden zuvor war Siffert mit beschädigten Bremsen ausgeschieden. Er blieb beim Aufprall in die Strohballen unverletzt. In Runde 30 lag Clark bereits im Windschatten von Gurney, doch der Abstand vergrößerte sich anschließend wieder, nachdem auch an seinem Lotus die hintere Radaufhängung zu brechen anfing. Er fuhr noch einige langsame Runden, bevor er das Rennen aufgab. Daraufhin führte Gurney mit großem Abstand vor Bandini und McLaren. Dahinter kämpften Ginther, Spence, Bonnier und Ireland um den vierten Platz. Gurney verringerte die Geschwindigkeit, bekam jedoch nach drei Runden Probleme mit der vorderen Aufhängung. Er fuhr noch langsamer, musste aber in Runde 46 einen Boxenstopp einlegen, um den Schaden begutachten zu lassen. Gurney fuhr noch einmal für eine weitere Runde hinaus, bei der die Aufhängung dann komplett brach, sodass das Rennen auch für ihn beendet war. Der neue Führende war zum ersten Mal in seiner Karriere Bandini. Da hinter ihm McLaren mit Motorschaden ausgeschieden war und auch bei Spence die Halbwelle brach, lag Ginther auf Position zwei vor Bonnier und Ireland. Rindt nahm das Rennen nach einer langen Reparatur seiner Bremsen wieder auf. Ireland kam ebenfalls zu Reparaturen an die Box, anschließend setzte er das Rennen mit stark verringerter Geschwindigkeit fort. Surtees, der bereits zu Beginn ausgeschieden war, hatte sich in der Zwischenzeit Ersatzteile und Werkzeug in der Box geholt und war zu seinem Ferrari zurückgelaufen, um ihn notdürftig zu reparieren. Dies gelang und er fuhr das beschädigte Fahrzeug selber zurück in die Box.
Zur Halbzeit des Rennens waren nur noch acht Wagen fahrtauglich. Ginther hatte 15 Sekunden Rückstand auf Bandini, aber jedes Mal wenn er schneller fuhr, reagierte Bandini und hielt den Abstand konstant. Ireland fiel weiter zurück und wurde von Hailwood und Anderson überholt. Rindt schied in Runde 58 mit defekter Lenkung aus und Phil Hill verunfallte in derselben Runde. Er stieg rechtzeitig aus, bevor der Wagen Feuer fing. Hailwood kam danach in die Box, um die Aufhängung seines Fahrzeugs reparieren zu lassen. Damit verbesserte sich Anderson auf den vierten Platz und als Bonnier vor ihm Motorenprobleme bekam, übernahm er den dritten Rang. Bonnier fiel daraufhin hinter Maggs und Ireland zurück. 
Bandini ließ Ginther in den letzten Runden bis auf sechs Sekunden herankommen und fuhr kontrolliert den Sieg ein. Dies blieb sein einziger Sieg in der Automobil-Weltmeisterschaft, für Ferrari war es der zweite Sieg in Folge. Anderson wurde mit drei Runden Rückstand Dritter und erreichte seine einzige Podestplatzierung in der Automobil-Weltmeisterschaft. Weitere Punkte gingen an Maggs, Ireland und Bonnier. Für Maggs waren es die letzten Punkte seiner Karriere, für Ireland die ersten der Saison. Baghetti, Hailwood und Brabham erreichten ebenfalls das Ziel, hatten aber mehr als acht Runden Rückstand.
Die schnellste Rennrunde fuhr Gurney, dies war seine zweite und letzte schnellste Rennrunde der Saison. Die große Anzahl der Ausfälle war ein Grund, warum nie wieder auf dieser Rennstrecke gefahren wurde. Brabham sagte nach dem Rennen beispielsweise aus, dass die Fahrzeuge der Automobil-Weltmeisterschaft nicht dafür konstruiert wurden, den Belastungen einer solchen unebenen Strecke standzuhalten. Als Reaktion darauf wurde einige Jahre später der Österreichring gebaut, ebenfalls in Zeltweg.
In der Fahrerwertung blieben durch die Ausfälle die ersten drei Positionen unverändert. Graham Hill führte weiterhin vor Clark und Surtees. Alle Fahrer mit mindestens fünf Punkten hatten noch theoretische Chancen Weltmeister zu werden. In der Konstrukteurswertung übernahm B.R.M. den ersten Rang mit zwei Punkten Vorsprung auf Lotus und acht Zählern Vorsprung auf Ferrari. Nur die fünf Werksteams B.R.M., Lotus, Ferrari, Brabham und Cooper hatten noch theoretische Chancen auf den Titel.

## Meldeliste
| Team                        | Nr. | Fahrer             | Chassis          | Motor          | Reifen |
| --------------------------- | --- | ------------------ | ---------------- | -------------- | ------ |
| Team Lotus                  | 01  | Jim Clark          | Lotus 33         | Climax 1.5 V8  | D      |
| Team Lotus                  | 02  | Mike Spence        | Lotus 33         | Climax 1.5 V8  | D      |
| Owen Racing Organisation    | 03  | Graham Hill        | BRM P261         | BRM 1.5 V8     | D      |
| Owen Racing Organisation    | 04  | Richie Ginther     | BRM P261         | BRM 1.5 V8     | D      |
| Brabham Racing Organisation | 05  | Dan Gurney         | Brabham BT7      | Climax 1.5 V8  | D      |
| Brabham Racing Organisation | 06  | Jack Brabham       | Brabham BT11     | Climax 1.5 V8  | D      |
| Scuderia Ferrari SpA SEFAC  | 07  | John Surtees       | Ferrari 158      | Ferrari 1.5 V8 | D      |
| Scuderia Ferrari SpA SEFAC  | 08  | Lorenzo Bandini    | Ferrari 156 Aero | Ferrari 1.5 V8 | D      |
| Cooper Car Company          | 09  | Bruce McLaren      | Cooper T73       | Climax 1.5 V8  | D      |
| Cooper Car Company          | 10  | Phil Hill          | Cooper T66       | Climax 1.5 V8  | D      |
| Cooper Car Company          | 10  | Phil Hill          | Cooper T73       | Climax 1.5 V8  | D      |
| Rob Walker Racing Team      | 11  | Jo Bonnier         | Brabham BT7      | Climax 1.5 V8  | D      |
| Rob Walker Racing Team      | 12  | Jochen Rindt       | Brabham BT11     | BRM 1.5 V8     | D      |
| British Racing Partnership  | 14  | Innes Ireland      | BRP Mk2          | BRM 1.5 V8     | D      |
| British Racing Partnership  | 15  | Trevor Taylor      | BRP Mk1          | BRM 1.5 V8     | D      |
| Reg Parnell Racing          | 16  | Chris Amon         | Lotus 25         | Climax 1.5 V8  | D      |
| Reg Parnell Racing          | 17  | Mike Hailwood      | Lotus 25         | BRM 1.5 V8     | D      |
| Scuderia Centro Sud         | 18  | Giancarlo Baghetti | BRM P57          | BRM 1.5 V8     | D      |
| Scuderia Centro Sud         | 19  | Tony Maggs         | BRM P57          | BRM 1.5 V8     | D      |
| Siffert Racing Team         | 20  | Joseph Siffert     | Brabham BT11     | BRM 1.5 V8     | D      |
| DW Racing Enterprises       | 22  | Bob Anderson       | Brabham BT11     | BRM 1.5 V8     | D      |

Anmerkungen
1. 1 2  Phil Hill fuhr den Cooper T66 mit der Nummer 10 in den Trainingssitzungen und im Rennen.

## Klassifikationen

### Startaufstellung
| Pos. | Fahrer             | Konstrukteur   | Zeit    | Ø-Geschwindigkeit | Start |
| ---- | ------------------ | -------------- | ------- | ----------------- | ----- |
| 01   | Graham Hill        | B.R.M.         | 1:09,80 | 165,04 km/h       | 01    |
| 02   | John Surtees       | Ferrari        | 1:10,12 | 164,29 km/h       | 02    |
| 03   | Jim Clark          | Lotus-Climax   | 1:10,21 | 164,08 km/h       | 03    |
| 04   | Dan Gurney         | Brabham-Climax | 1:10,40 | 163,64 km/h       | 04    |
| 05   | Richie Ginther     | B.R.M.         | 1:10,40 | 163,64 km/h       | 05    |
| 06   | Jack Brabham       | Brabham-Climax | 1:10,57 | 163,24 km/h       | 06    |
| 07   | Lorenzo Bandini    | Ferrari        | 1:10,63 | 163,10 km/h       | 07    |
| 08   | Mike Spence        | Lotus-Climax   | 1:11,00 | 162,25 km/h       | 08    |
| 09   | Bruce McLaren      | Cooper-Climax  | 1:11,25 | 161,68 km/h       | 09    |
| 10   | Jo Bonnier         | Brabham-Climax | 1:11,59 | 160,92 km/h       | 10    |
| 11   | Innes Ireland      | BRP-B.R.M.     | 1:11,60 | 160,89 km/h       | 11    |
| 12   | Joseph Siffert     | Brabham-B.R.M. | 1:11,82 | 160,40 km/h       | 12    |
| 13   | Jochen Rindt       | Brabham-B.R.M. | 1:12,00 | 160,00 km/h       | 13    |
| 14   | Bob Anderson       | Brabham-Climax | 1:12,04 | 159,91 km/h       | 14    |
| 15   | Giancarlo Baghetti | B.R.M.         | 1:12,10 | 159,78 km/h       | 15    |
| 16   | Trevor Taylor      | BRP-B.R.M.     | 1:12,23 | 159,49 km/h       | 16    |
| 17   | Chris Amon         | Lotus-Climax   | 1:12,28 | 159,38 km/h       | 17    |
| 18   | Mike Hailwood      | Lotus-B.R.M.   | 1:12,40 | 159,12 km/h       | 18    |
| 19   | Tony Maggs         | B.R.M.         | 1:12,40 | 159,12 km/h       | 19    |
| 20   | Phil Hill          | Cooper-Climax  | 1:13,15 | 157,48 km/h       | 20    |

### Rennen
| Pos. | Fahrer             | Konstrukteur   | Runden | Stopps | Zeit        | Start | Schnellste Runde |
| ---- | ------------------ | -------------- | ------ | ------ | ----------- | ----- | ---------------- |
| 01   | Lorenzo Bandini    | Ferrari        | 105    | 0      | 2:06:18,230 | 07    |                  |
| 02   | Richie Ginther     | B.R.M.         | 105    | 0      | + 6,180     | 05    |                  |
| 03   | Bob Anderson       | Brabham-Climax | 102    | 0      | + 3 Runden  | 14    |                  |
| 04   | Tony Maggs         | B.R.M.         | 102    | 0      | + 3 Runden  | 19    |                  |
| 05   | Innes Ireland      | BRP-B.R.M.     | 102    | 1      | + 3 Runden  | 11    |                  |
| 06   | Jo Bonnier         | Brabham-Climax | 101    | 0      | + 4 Runde   | 10    |                  |
| 07   | Giancarlo Baghetti | B.R.M.         | 96     | 1      | + 9 Runden  | 15    |                  |
| 08   | Mike Hailwood      | Lotus-B.R.M.   | 95     | 1      | + 10 Runden | 18    |                  |
| 09   | Jack Brabham       | Brabham-Climax | 76     | 1      | + 29 Runden | 06    |                  |
| –    | Phil Hill          | Cooper-Climax  | 58     | 0      | DNF         | 20    |                  |
| –    | Jochen Rindt       | Brabham-B.R.M. | 58     | 1      | DNF         | 13    |                  |
| –    | Dan Gurney         | Brabham-Climax | 47     | 1      | DNF         | 04    | 1:10,56 (32.)    |
| –    | Bruce McLaren      | Cooper-Climax  | 43     | 0      | DNF         | 09    |                  |
| –    | Mike Spence        | Lotus-Climax   | 41     | 0      | DNF         | 08    |                  |
| –    | Jim Clark          | Lotus-Climax   | 40     | 0      | DNF         | 03    |                  |
| –    | Trevor Taylor      | BRP-B.R.M.     | 21     | 0      | DNF         | 16    |                  |
| –    | Joseph Siffert     | Brabham-B.R.M. | 18     | 0      | DNF         | 12    |                  |
| –    | John Surtees       | Ferrari        | 9      | 0      | DNF         | 02    |                  |
| –    | Chris Amon         | Lotus-Climax   | 7      | 0      | DNF         | 17    |                  |
| –    | Graham Hill        | B.R.M.         | 5      | 0      | DNF         | 01    |                  |

## WM-Stände nach dem Rennen
Die ersten sechs des Rennens bekamen 9, 6, 4, 3, 2, 1 Punkte. Es zählten nur die sechs besten Ergebnisse aus zehn Rennen. In der Konstrukteurswertung zählten dabei nur die Punkte des bestplatzierten Fahrers eines Teams.

### Fahrerwertung
| Pos. | Fahrer              | Konstrukteur            | Punkte |
| ---- | ------------------- | ----------------------- | ------ |
| 01   | Graham Hill         | B.R.M.                  | 32     |
| 02   | Jim Clark           | Lotus-Climax            | 30     |
| 03   | John Surtees        | Ferrari                 | 19     |
| 04   | Richie Ginther      | B.R.M.                  | 17     |
| 05   | Lorenzo Bandini     | Ferrari                 | 15     |
| 06   | Peter Arundell      | Lotus-Climax            | 11     |
| 07   | Jack Brabham        | Brabham-Climax          | 11     |
| 08   | Dan Gurney          | Brabham-Climax          | 10     |
| 09   | Bruce McLaren       | Cooper-Climax           | 7      |
| 10   | Bob Anderson        | Brabham-Climax          | 5      |
| 11   | Tony Maggs          | B.R.M.                  | 4      |
| 12   | Joseph Siffert      | Lotus-B.R.M. / Brabham  | 3      |
| 13   | Joakim Bonnier      | Cooper-Climax / Brabham | 3      |
| 14   | Chris Amon          | Lotus-B.R.M.            | 2      |
| 15   | Maurice Trintignant | B.R.M.                  | 2      |
| 16   | Innes Ireland       | BRP-B.R.M.              | 2      |

| Pos. | Fahrer                    | Konstrukteur    | Punkte |
| ---- | ------------------------- | --------------- | ------ |
| 17   | Mike Hailwood             | Lotus-B.R.M.    | 1      |
| 18   | Phil Hill                 | Cooper-Climax   | 1      |
| 19   | Trevor Taylor             | BRP-B.R.M.      | 0      |
| 20   | Giancarlo Baghetti        | B.R.M.          | 0      |
| 21   | Mike Spence               | Lotus-Climax    | 0      |
| 22   | Gerhard Mitter            | Lotus-Climax    | 0      |
| 23   | Ronnie Bucknum            | Honda           | 0      |
| 24   | Peter Revson              | Lotus-B.R.M.    | 0      |
| 25   | John Taylor               | Cooper-Ford     | 0      |
| –    | Carel Godin de Beaufort † | Porsche         | 0      |
| –    | André Pilette             | Scirocco-Climax | 0      |
| –    | Ian Raby                  | Brabham-B.R.M.  | 0      |
| –    | Frank Gardner             | Brabham-Ford    | 0      |
| –    | Edgar Barth               | Cooper-Climax   | 0      |
| –    | Jochen Rindt              | Brabham-B.R.M.  | 0      |

### Konstrukteurswertung
| Pos. | Konstrukteur   | Punkte  |
| ---- | -------------- | ------- |
| 01   | B.R.M.         | 36 (39) |
| 02   | Lotus-Climax   | 34      |
| 03   | Ferrari        | 28      |
| 04   | Brabham-Climax | 21      |
| 05   | Cooper-Climax  | 10      |
| 06   | Lotus-B.R.M.   | 3       |

| Pos. | Konstrukteur    | Punkte |
| ---- | --------------- | ------ |
| 07   | Brabham-B.R.M.  | 3      |
| 08   | BRP-B.R.M.      | 2      |
| 09   | Cooper-Ford     | 0      |
| 10   | Honda           | 0      |
| –    | Porsche         | 0      |
| –    | Scirocco-Climax | 0      |